# کوکو وانده‌وگ
 کوکو وانده‌وگ (انگلیسی: Coco Vandeweghe؛ زاده ۶ دسامبر ۱۹۹۱) یک تنیس‌باز اهل ایالات متحده آمریکا است. او در جام اوپن جوانان آمریکا در سال ۲۰۰۸ به مقام قهرمانی رسید. او همچنین به دو عنوان WTA دست یافته که هر دو عنوان در مسابقات قهرمانی رزمالن در زمین چمن در شهر دن بوس به دست آمده است.